# Mesothuria holothurioides
Mesothuria holothurioides is een zeekomkommer uit de familie Mesothuriidae.
De wetenschappelijke naam van de soort werd in 1901 gepubliceerd door Carel Philip Sluiter.